# De Luis
De Luis is een samenwerkingsverband van Nederlandse grafisch kunstenaars.
In 1960 sloten drie Utrechtse grafisch kunstenaars zich aaneen en richtten het "Grafisch Gezelschap De Luis" op: William D. Kuik (1929-2008), J.H. Moesman (1909-1988) en Henc van Maarseveen (1926-2012). 
Wat deze kunstenaars verbond, was allereerst liefde voor het grafisch ambacht, dat zij als ondergewaardeerd zagen. De keuze voor de naam De Luis was niet willekeurig: ze wilden opereren als luizen in de pels van de moderne kunst.

## De organisatoren
Moesman was al bekend als kunstenaar: zijn surrealistische schilderijen waren in de jaren dertig ook buiten Utrechts stadsgrenzen bekend. William D. Kuik, later Dirkje Kuik, en Henc van Maarseveen waren beginnende grafisch kunstenaars. Zij wilden niets van doen hebben met de toenmalige avantgarde en namen de zichtbare werkelijkheid als uitgangspunt. Uit hun onderwerpkeuze spreekt vaak een voorkeur voor poëtische en wat bizarre thema's.
In 1971 traden de medewerkers Gerard van Rooy en Toon Jansen organisatorisch naar voren. In de hierna volgende jaren intensiveerde het aantal tentoonstellingen in het land, maar geleidelijk nam het aantal activiteiten af en eind jaren zeventig verkeerde het gezelschap in een diepe slaap.

## Doelstelling
De belangrijkste doelstelling, het bevorderen van de vrije grafische kunsten, trachtte het gezelschap te bereiken door zowel de productie als de verspreiding van grafiek te bevorderen. In een van de gemeente Utrecht gehuurd pand aan de Schalkwijkstraat werd een atelier ingericht, waar ook andere kunstenaars gebruik van konden maken.
In Utrecht en elders in het land werden tentoonstellingen georganiseerd, maar de verspreiding van grafiek geschiedde vooral via een systeem van abonnees en begunstigers. Voor een relatief klein bedrag kon men zich verzekeren van toezending van grafiek in velerlei vorm en in verschillende technieken, variërend van een nieuwjaarswens tot het Luizencahier (1962), een bundeling van originele grafiek en literaire bijdragen.
Al in de jaren twintig en dertig van de twintigste eeuw was Utrecht, met kunstenaars als Willem van Leusden, Hans van Dokkum en Dick van Luijn, een centrum van grafische kunst. De Luis bouwde voort op deze traditie en wist ook landelijk aanzienlijke belangstelling te verwerven. Daarvan getuigt onder andere het grote aantal tentoonstellingen van De Luis in het land. Begin jaren zeventig bedroeg het aantal abonnees/begunstigers ongeveer 100.

## Grafisch atelier
Het atelier fungeerde enige tijd als grafisch atelier: grafisch kunstenaars van buiten konden gebruikmaken van de faciliteiten in het atelier. Van een aantal van hen werden vervolgens kunstwerken opgenomen in de tentoonstellingen. Ook veel Utrechtse grafici hebben van deze mogelijkheid gebruikgemaakt.
Tot de vaste medewerkers behoorden, behalve de reeds genoemde kunstenaars, Charles Donker, Henk van der Haar, Jaap Hillenius, Frans Simons, Alain Teister, Willem van Leusden, Peter Vos en Dolf Zwerver. In de beginjaren waren ook schrijvers betrokken als Theo Sontrop, Jan Emmens en Jan Eijkelboom. De kunstenaars van De Luis behoorden – en behoren deels nog – tot de belangrijkste en invloedrijkste kunstenaars in de Utrechtse kunstwereld.
In september 2008 verscheen het boek 'Grafisch Gezelschap De Luis 1960-1980. Individualisten in clubverband', waarin o.a. een oeuvrecatalogus is opgenomen van alle grafische werken die aan abonnees/begunstigers zijn verstuurd. Tegelijkertijd presenteerde Museum Het Rembrandthuis in Amsterdam de tentoonstelling 'Grafisch Gezelschap De Luis (1960-1980)'.